# Nicholas Bishop
Nicholas Bishop (19 de setembro de 1973) é um ator americano nascido na Austrália. Ele é mais conhecido pelos papéis do Detetive Peter Baker na novela Home and Away (2004-2007) e como Peter Dunlap no drama médico da ABC Body of Proof.

## Filmografia
| Ano       | Filme                      | Papel                   | Descrição                          |
| --------- | -------------------------- | ----------------------- | ---------------------------------- |
| 1998      | Wildside                   | Det. Con. Graham Hawley |                                    |
| 1998      | The Sugar Factory          | Mitchell Lawrence       |                                    |
| 1998      | Occasional Coarse Language | David Radcliffe         |                                    |
| 1999      | Water Rats                 | Shane Bookman           | Episódio "Quad Squad"              |
| 1999      | Murder Call                | Marshall Bowdon         | Episódio: Cut & Dried              |
| 1999      | Powderburn                 | Jess                    |                                    |
| 2000      | Above the Law              | Matt Bridges            | 35 episódios                       |
| 2000      | My Mother Frank            | Mick                    |                                    |
| 2001      | Flat Chat                  |                         | 1 episódio, "Valentine's Day"      |
| 2001      | Blue Heelers               | Nigel Kellett           | 2 episódios                        |
| 2001      | Farscape                   | Ghebb Dellos            | 1 episódio                         |
| 2002      | Walking on Water           | Frank                   |                                    |
| 2002      | All Saints                 | Nicholas Carroll        | 1 episódio All the Right Reasons   |
| 2003      | White Collar Blue          | Lachlan Shaw            | 5 episódios                        |
| 2004–2007 | Home and Away              | Peter Baker             | 164 episódios                      |
| 2007      | Hustle                     | Plummy                  | Episode: Signing Up to Wealth      |
| 2008      | Punishment                 | Jonah Walton            |                                    |
| 2008      | McLeod's Daughters         | Russ Conners            | 2 episódios                        |
| 2010      | Past Life                  | Price Whatley           | 9 episódios                        |
| 2010      | The Land of the Astronauts | Thomas Bower            |                                    |
| 2011      | Necessary Roughness        |                         |                                    |
| 2011-2013 | Body of Proof              | Peter Dunlap            |                                    |
| 2014      | Covert Affairs             | Ryan McQuaid            | Todos os episódios da 5ª Temporada |
| 2015      | Dominion                   | Gates Foley             | 2ª temporada                       |